# Хенли, Бет
Бет Хенли (англ. Elizabeth Becker Henley; род. 1952) — американская актриса, драматург и сценарист.

## Биография
Элизабет Хенли родилась в городе Джэксон, столице штата Миссисипи.
Хенли в 1981 году была удостоена Пулитцеровской премии за лучшую драму пьесу «Преступления сердца». Эта же пьеса была номинирована на премию Тони.
Сценарий Бет Хенли к фильму «Преступления сердца» был номинирован на премию «Оскар» за лучшую адаптацию сценария.
В 2009 году пьеса Бет Хенли «Преступления сердца» под названием «Сердечные тайны» была поставлена на сцене Саратовского академического театра драмы режиссёром Сергеем Стеблюком.

## Фильмография
- 1984 — Дополнительная смена / Swing Shift (актриса)
- 1986 — Подлинные истории / True Stories (сценарист)
- 1986 — Преступления сердца / Crimes of the Heart (сценарист)
- 1986 — Девчонка не промах (сценарист)
- 1989 — Мисс Фейерверк (сценарист)

## Пьесы
- 1978 — Преступления сердца (англ. Crimes of the Heart)